# アントニオ・サントス
アントニオ・ナサナエル・サントス（Antonio Nathanahel Santos, 1996年10月6日 - ）は、ドミニカ共和国サンティアゴ州ビラ・ゴンザレス出身のプロ野球選手（投手）。右投右打。

## 経歴

### プロ入りとロッキーズ時代
2015年7月にアマチュア・フリーエージェントでコロラド・ロッキーズと契約してプロ入り。契約後、傘下のルーキー級ドミニカン・サマーリーグ・ロッキーズでプロデビュー。6試合（先発5試合）に登板して1勝2敗、防御率0.75、17奪三振を記録した。
2016年はルーキー級ドミニカン・サマーリーグ・ロッキーズとA-級ボイシ・ホークスでプレーし、2球団合計で15試合に登板して6勝4敗、防御率3.87、60奪三振を記録した。
2017年はA級アッシュビル・ツーリスツでプレーし、27試合に先発登板して9勝10敗、防御率5.39、106奪三振を記録した。
2018年はA級アッシュビルとA+級ランカスター・ジェットホークスでプレーし、2球団合計で27試合先発に登板して5勝13敗、防御率4.80、142奪三振を記録した。
2019年はA+級ランカスターとAA級ハートフォード・ヤードゴーツでプレーし、2球団合計で26試合に先発登板して6勝9敗、防御率4.53、140奪三振を記録した。オフにはアリゾナ・フォールリーグに参加し、ソルトリバー・ラフターズに所属した。11月20日にはルール・ファイブ・ドラフトでの流出を防ぐために40人枠入りした。
2020年9月1日にメジャー初昇格を果たし、同日のサンフランシスコ・ジャイアンツ戦でメジャーデビュー 。この年はメジャーで3試合（先発1試合）に登板して0勝1敗、防御率16.50、4奪三振を記録した。
2021年はメジャーで7試合に登板。

### メッツ傘下時代
2021年11月24日にウェイバー公示を経てニューヨーク・メッツへ移籍した。
2022年3月13日に40人枠を外れマイナー契約となった。この年はAAA級シラキュース・メッツとAA級ビンガムトン・ランブルポニーズの2球団合計で29試合に登板し、4勝3敗、防御率5.74を記録したが、オフの11月10日に自由契約となった。

### NLB・石川時代
2023年5月12日、日本海リーグ（NLB）の石川ミリオンスターズへの入団が発表された。同年8月3日、自由契約で石川を退団となったことが発表された。石川在籍中の成績は、10試合に登板して4勝1敗だった。

## 投球スタイル
速球は最速98mph（157.7km/h）、平均でも90mph台中盤を計測し、変化球ではチェンジアップとカーブを投げる。

## 詳細情報

### 年度別投手成績
| 年 度    | 球 団    | 登 板 | 先 発 | 完 投 | 完 封 | 無 四 球 | 勝 利 | 敗 戦 | セ 丨 ブ | ホ 丨 ル ド | 勝 率 | 打 者 | 投 球 回 | 被 安 打 | 被 本 塁 打 | 与 四 球 | 敬 遠 | 与 死 球 | 奪 三 振 | 暴 投 | ボ 丨 ク | 失 点 | 自 責 点 | 防 御 率 | W H I P |
| -------- | -------- | ----- | ----- | ----- | ----- | -------- | ----- | ----- | -------- | ----------- | ----- | ----- | -------- | -------- | ----------- | -------- | ----- | -------- | -------- | ----- | -------- | ----- | -------- | -------- | ------- |
| 2020     | COL      | 3     | 1     | 0     | 0     | 0        | 0     | 1     | 0        | 0           | .000  | 35    | 6.0      | 14       | 1           | 4        | 0     | 2        | 4        | 0     | 0        | 11    | 11       | 16.50    | 3.00    |
| 2021     | COL      | 7     | 0     | 0     | 0     | 0        | 0     | 1     | 0        | 0           | .000  | 46    | 11.1     | 9        | 1           | 5        | 0     | 0        | 10       | 2     | 1        | 7     | 6        | 4.76     | 1.24    |
| MLB：2年 | MLB：2年 | 10    | 1     | 0     | 0     | 0        | 0     | 2     | 0        | 0           | .000  | 81    | 17.1     | 23       | 2           | 9        | 0     | 2        | 14       | 2     | 1        | 18    | 17       | 8.83     | 1.85    |

- 2021年度シーズン終了時

### 年度別守備成績
| 年 度 | 球 団 | 投手（P） | 投手（P） | 投手（P） | 投手（P） | 投手（P） | 投手（P） |
| 年 度 | 球 団 | 試 合     | 刺 殺     | 補 殺     | 失 策     | 併 殺     | 守 備 率  |
| ----- | ----- | --------- | --------- | --------- | --------- | --------- | --------- |
| 2020  | COL   | 3         | 0         | 0         | 0         | 0         | ----      |
| 2021  | COL   | 7         | 1         | 0         | 0         | 0         | 1.000     |
| MLB   | MLB   | 10        | 1         | 0         | 0         | 0         | 1.000     |

- 2021年度シーズン終了時

### 背番号
- 46（2020年 - 2021年）
- 42（2023年）